# Tali Belafonte
Tali Belafonte (in ebraico טלי בלפונטה‎?; Holon, 26 dicembre 1968) è un'ex cestista israeliana.

## Carriera
Con Israele ha disputato i Campionati europei del 1991.